# Biên niên sử Úc
Đây là Biên niên sử Úc, bao gồm những thay đổi quan trọng về pháp lý và lãnh thổ và các sự kiện chính trị ở Úc và các quốc gia tiền thân. Để đọc về bối cảnh của những sự kiện này, xem Lịch sử Úc. Xem thêm danh sách Thủ tướng Úc.
Đây là một danh sách chưa hoàn tất, và có thể sẽ không bao giờ thỏa mãn yêu cầu hoàn tất. Bạn có thể đóng góp bằng cách mở rộng nó bằng các thông tin đáng tin cậy.

## Thế kỷ 16
| Năm  | Ngày | Sự kiện |
| ---- | ---- | --- |
| 1521 |      | Một số học giả đã lập luận rằng các cuộc thám hiểm của người Bồ Đào Nha đã đến Úc vào thời điểm này. Tuy nhiên, các nhà sử học thường không đồng ý và bằng chứng cho điều này vẫn còn gây tranh cãi. (đến 1522) |

## Thế kỷ 17
| Năm  | Ngày        | Sự kiện |
| ---- | ----------- | --- |
| 1606 | 26 tháng 2  | Tàu Duyfken của Công ty Đông Ấn Hà Lan (VOC), dưới sự chỉ huy của thuyền trưởng Willem Janszoon, đã khám phá bờ biển phía tây của bán đảo Cape York, ngày nay là Weipa. Đây là lần cập bến đầu tiên được ghi nhận bởi một người châu Âu trên đất Úc.   |
| 1606 | Tháng 8     | Thủy thủ Tây Ban Nha Luís Vaz de Torres đi thuyền qua eo biển Torres, giữa Úc và New Guinea, dọc theo bờ biển phía nam của nước này. Torres đã báo cáo về các 'bãi cạn', một trong số đó có thể là đảo san hô ở cực bắc của Rạn san hô Great Barrier.  |
| 1616 | 25 tháng 10 | Thuyền trưởng người Hà Lan Dirk Hartog trên tàu Eendracht đã thực hiện lần cập bến thứ hai được ghi nhận bởi một người châu Âu, tại Đảo Dirk Hartog trên bờ biển phía tây nước Úc.                                                                     |
| 1618 | Tháng 7     | Tàu VOC Mauritius dưới sự chỉ huy của Supercargo Willem Janszoon, cập bến gần North West Cape, gần thị trấn Exmouth, và đặt tên là sông Willem, sau này được đổi tên thành sông Ashburton.                                                             |
| 1622 | 1 tháng 5   | Tàu Anh Tryall đã tìm thấy Point Cloates trên bờ biển phía tây của Úc. |
| 1622 | 25 tháng 5  | Tàu Tryall bị đắm ở Tryal Rocks, phía tây bắc quần đảo Montebello, thủy thủ đoàn đã ở trên bờ bảy ngày trước khi đi thuyền đến Bantam ở Java - đây là vụ đắm tàu đầu tiên được ghi nhận ở vùng biển Úc và lần đầu tiên người châu Âu ở lại lục địa Úc. |
| 1623 |             | Thuyền trưởng người Hà Lan Jan Carstensz đã đi thuyền đến Vịnh Carpentaria trên tàu Pera và Arnhem. Arnhem đã vượt qua vịnh để đến và đặt tên cho Groote Eylandt.                                                                                      |